# AAM-3
Mitsubishi AAM-3 (Type 90) – japoński pocisk rakietowy klasy powietrze-powietrze krótkiego zasięgu.

## Historia
Konstrukcja powstała na bazie AIM-9M Sidewinder, dla zastąpienia tegoż pocisku wykorzystywanego przez japońskie lotnictwo. Pocisk charakteryzuje się większymi gabarytami od AIM-9, co skutkuje większym zasięgiem. Nosicielami pocisku są samoloty F-4EJ, F-15J i F-2, w przyszłości F-35.
W latach 60. Mitsubishi opracowało już pocisk AAM-1 (Type 69), planowanego następcę AIM-9B, między 1967 a 1971 wyprodukowano jedynie 330 sztuk AAM-1 zanim projekt zarzucono. Opracowano także wersję rozwojową AAM-2, która nigdy nie weszła do produkcji. Ostatecznie w Japonii w latach 80. wyprodukowano na licencji ponad 2000 AIM-9L/M.